# Evan Centopani
Evan Michael Centopani (ur. 7 kwietnia 1982 w Bridgeport w stanie Connecticut, USA) – amerykański kulturysta.
16 maja 2009 roku w Tribeca Performing Arts Center w Nowym Jorku po raz pierwszy uczestniczył w profesjonalnych zawodach kulturystycznych; zwyciężył je.
Obecnie mieszka w Trumbull w stanie Connecticut.

## Osiągnięcia

### Zawody amatorskie
- 2006:
  - Atlantic City Championships, kategoria superciężka – całkowity zwycięzca
  - NPC National Bodybuilding & Fitness Championships, kategoria superciężka – II m-ce
- 2007: 
  - NPC National Bodybuilding & Fitness Championships, kategoria superciężka – całkowity zwycięzca

### Zawody profesjonalne
- 2009:
  - New York Pro – I m-ce
- 2011:
  - Flex Pro − I m-ce
  - Arnold Classic − III m-ce